# Institución Educativa Emblemática Elvira García y García
La Institución Educativa Elvira García y García es un colegio nacional de mujeres situado en el distrito de Pueblo Libre, en Lima, Perú. Como colegio público inició sus funciones en 1943 y lleva el nombre de una notable educadora peruana, Elvira García y García (1862-1951), pionera e impulsora de la educación para la mujer.
Actualmente tiene la categoría de Institución Educativa Emblemática y alberga cerca de 2500 alumnas en las modalidades de primaria y secundaria.

## Historia
Originalmente fue un colegio privado de nombre Liceo Lima, pero el 10 de febrero de 1943 pasó a ser de enseñanza pública bajo la denominación de Colegio Nacional Lima.  Finalmente, por decreto supremo  N° 9230 del 28 de noviembre de 1952, adoptó el nombre de Elvira García y García, constituyéndose en una Gran Unidad Escolar.
Por su trayectoria fue categorizado como Colegio Emblemático, junto con otras antiguas Grandes Unidades Escolares, y como tal fue incluido en el Programa Nacional de Recuperación de las Instituciones Públicas Educativas Emblemáticas y Centenarias, iniciado por el segundo gobierno del presidente Alan García con el decreto de urgencia dado en enero del 2009. Iniciadas las obras de remodelación, estas culminaron en abril del 2010. En total se invirtieron más de seis millones de soles. La ceremonia de re-inauguración, realizada el 13 de abril del 2010; contó con la presencia del presidente.
La actual infraestructura renovada se eleva sobre un área de 6.000 metros cuadrados, y además de aulas; cuenta con un centro de cómputo, laboratorios de informática, talleres de química, física y biología, una biblioteca bien equipada, espacios destinados a áreas deportivas, así como una cafetería, un tópico y una sala de asistencia médica. Además de la formación educativa, se ha tenido en cuenta la formación laboral de las alumnas, equipándose el plantel con talleres de corte y confección, así como la implementación de cursos de industria alimentaria, de vestir y cosmetología.

## Personalidades destacadas
- Mercedes Indacochea, reconocida educadora y una de las directoras de los primeros años.
- Carmen Luz Bejarano Márquez (1933-2002), escritora.
- Damaris Mallma Porras (1986-), cantante de música folclórica.
- Aurora Marrou Roldán, vicerrectora de investigación y ex-decana de la facultad de educación de la Universidad Nacional Mayor de San Marcos.
- Nancy Olivero Pacheco, vicerrectora acadèmica y ex-decana de la facultad de educaciòn de la Universidad Nacional Federico Villarreal.